# Maruyama Nobuo
Nobuo Maruyama (sinh ngày 5 tháng 4 năm 1974) là một cầu thủ bóng đá người Nhật Bản.

## Sự nghiệp câu lạc bộ
Nobuo Maruyama đã từng chơi cho Yokohama Flügels.